# Jüdenberg

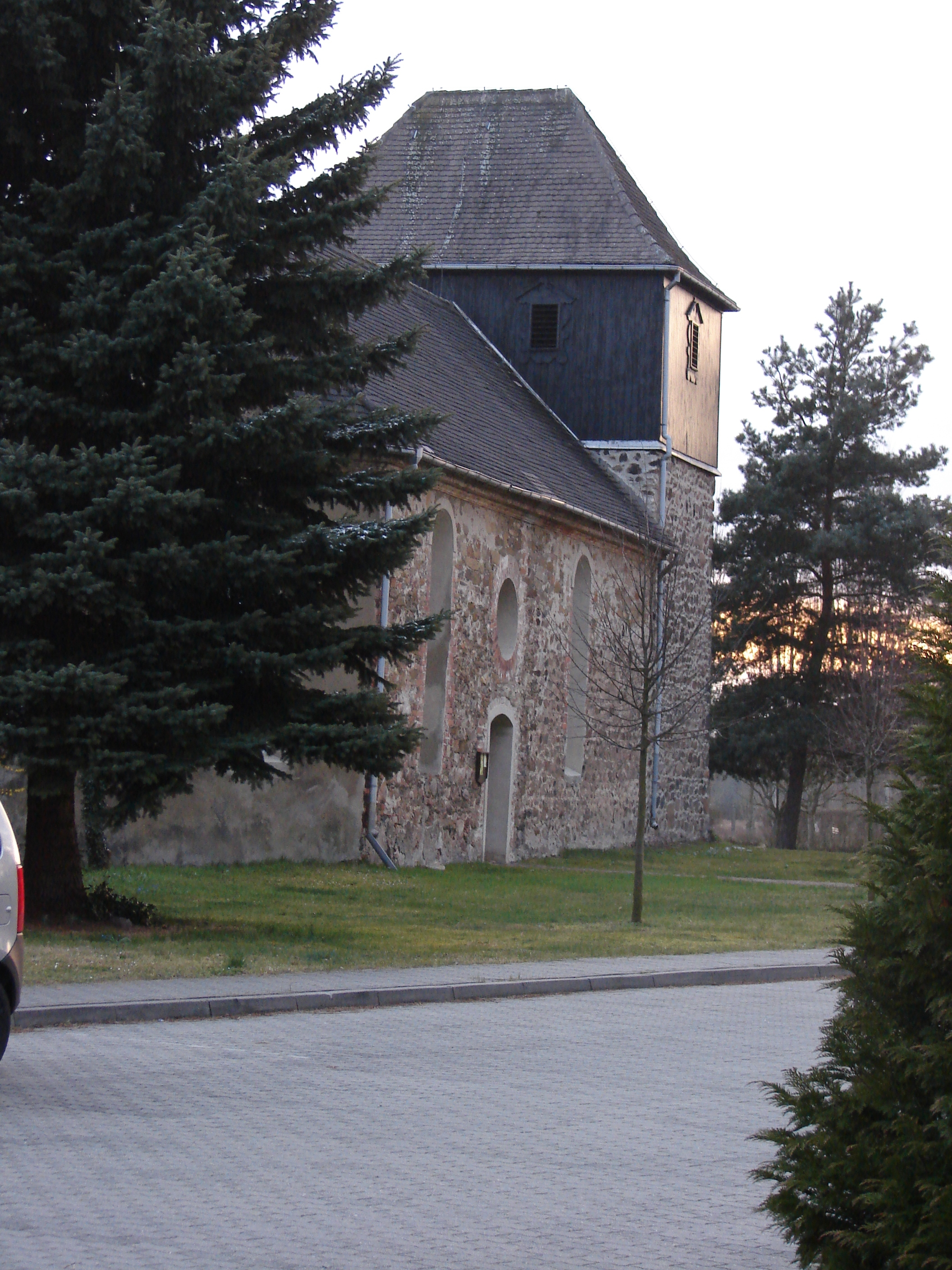
Dorfkirche

Jüdenberg ist ein Ortsteil der Stadt Gräfenhainichen im Landkreis Wittenberg in Sachsen-Anhalt.

## Geographie
Jüdenberg liegt ca. 4 km nordwestlich der Kernstadt Gräfenhainichen am Rande des Biosphärenreservates Mittlere Elbe. Auf der Gemarkung Jüdenberg befindet sich der Wohnplatz Bomsdorf.

## Geschichte
Die Gemeinde Jüdenberg bestand aus zwei Ortsteilen, dem eigentlichen Jüdenberg und dem eingemeindeten, nur durch einen Bach getrennten Zschiesewitz. Ferner gehörten der Bomsdorfer Hof und die Müchauer Mühle zur Gemeinde.
Bereits um die Zeitenwende war das Gebiet um Zschiesewitz/Bomsdorf besiedelt, was Urnenfunde in der Mark Bomsdorf beweisen. Dort wurde ebenfalls eine Münze des römischen Kaisers Trajan (97–117) gefunden.
Jüdenberg ist wahrscheinlich von Deutschen gegründet worden, während Zschiesewitz aus einer slawischen Siedlung hervorgegangen ist.
1200 und 1207 bestätigte der Erzbischof Albrecht II. von Magdeburg Besitzungen der Wörlitzer Kirche in Jodenberck (Jüdenberg), Szesewitz, auch Chesewitz (Zschiesewitz), Bomelsdorff (Bomsdorf), Michaw (Michau) und Rotnic (Rothehaus).
Die heutige Kirche, die unter Denkmalschutz steht, wurde anstelle einer sehr alten baufälligen Wehrkirche aus dem 13. Jahrhundert mit romanischem Kern 1728 neu erbaut. Danach wird sie im Handbuch der deutschen Kunstdenkmäler wie folgt beschrieben: „Im Kern mittelalterlicher Rechteckbau mit 3-seitigem, Ost-Schluss und quereckigem West-Turm mit hölzernem Aufsatz. Im 18. Jahrhundert stark verändert. innen offener Dachstuhl, Hufeisenempore. Kanzelaltar Mitte 18. Jahrhundert, der polygonale Kanzelkorb von Säulen flankiert, als Bekrönung Kruzifix, Akanthuswangen, 8-eckige steinerne Taufe in Kelchform aus dem 15. Jahrhundert.“'
1658 beginnt die Parochie Jüdenberg mit der Auslegung eines Tauf- und Heiratsregisters; ein Sterberegister liegt seit 1739 vor.
Eine Holztafel in der Kirche gibt Auskunft, dass 1722 ein Tatar aus Asow dort getauft wurde. Es soll der Bursche des damaligen Forstmeisters auf Rothehaus, das zu Jüdenberg gehörte, gewesen sein. Er war Kürassierhauptmann am Hofe August des Starken in Warschau. Der Text der Holztafel lautet: „Ernst Christian Damm, Königlich polnischer und Kurfürstlich sächsischer Kürassier unter dem Hochlöbl. Pflugischen Regimente, ein aus Assoff gebürtiger Tatar, ist von seiner Hochehrwürden P.T. dem Herrn Superintendenten Saueressigen in Gräfenhainichen den 2. Febr. 1722 nach rühmlichem Glaubensbekenntnis in dasiger Stadtkirchen getauft und vorher durch M.J.C.Koppen, P.L. in der christlichen Lehre gründlich unterwiesen worden, hat auch Dom. Sexagesima das heilige Abendmahl allhier empfangen. 1722“ Damit konnte er seine Braut in Jüdenberg doch noch heiraten. Seine Heimat hat er nie wieder gesehen.
Riesige Brände vernichteten in den Jahren 1622 und 1788 viele Gebäude.
Um 1815 hatte Jüdenberg 32 Häuser mit 182 Einwohnern, Zschiesewitz 23 Häuser mit 159 Einwohnern und die Müchauer Mühle 12 Einwohner.
Die beiden Gemeinden Jüdenberg und Zschiesewitz stifteten um 1828 für die Kirche eine vermutliche Landmann-Orgel. Das Fußpedal kam später dazu. 1977 erfolgte eine umfassende Konservierung der Orgel.
1878 kamen drei neue Bronzeglocken in den Turm. Im Ersten Weltkrieg musste die Gemeinde alle drei Glocken dem Staat abliefern. Sie wurden eingeschmolzen und zur Herstellung von Kriegsmaterial genutzt. Erst 1924 konnten zwei Ersatzglocken aus Stahl beschafft werden, die jedoch weniger wert- und klangvoll waren. Inschriften 1. Glocke - 1928; 2. Glocke - Gott sei Ehr in der Höh 1922.
In Jüdenberg gab es bis in das 19. Jahrhundert auch eine Windmühle. In Richtung Gräfenhainichen, wahrscheinlich rechtsseitig der jetzigen Bundesstraße. 
Eine Wassermühle befand sich in der Ortsmitte am Mühlgraben. Die Mühle wurde zu einem ein Mehrfamilienhaus umgebaut. Es erinnert nur der Name"Mühle" daran, statt Dorfplatz 2. 
Im Jahre 1895 wurde schon in der Nähe des heutigen Friedhofs nach Kohle geschürft. 1896 wurde an der Straße Gräfenhainichen-Zschiesewitz ein Schacht geteuft und die Kohlengrube „Magarete“ angelegt. Eine eigene Kohlebahn brachte die Kohle nach Oranienbaum ins damalige Herzogtum Anhalt. 
Das Zechenhaus blieb stehen und wurde später zum Wohnhaus umgebaut. 1965 musste das Haus dem neu entstandenen Tagebau Golpa-Nord weichen, der die Landschaft abwärts des Ortes in den letzten Jahren völlig veränderte.
Jüdenberg gehörte wie das benachbarte Zschiesewitz bis 1815 zum kursächsischen Amt Gräfenhainichen. Durch die Beschlüsse des Wiener Kongresses kam es zu Preußen und wurde 1816 dem Kreis Bitterfeld im Regierungsbezirk Merseburg der Provinz Sachsen zugeteilt, zu dem es bis 1944 gehörte.
Die Gemeinde Jüdenberg verlor am 1. Januar 2007 durch die Eingemeindung in die Stadt Gräfenhainichen ihre Selbstständigkeit. Bürgermeister bzw. Ortsbürgermeister ist Steffen Schulze, der den Posten seit dem Tod des Bürgermeisters Wolfgang Zemelka im Jahr 2018 innehat. Dieser hatte das Amt seinerseits nach dem Tode des damaligen Bürgermeisters Heinz Powroznik im Jahre 2006 übernommen.

## Wirtschaft und Infrastruktur
- Gewerbe
- Gastronomie

### Verkehr

#### Straße
Die Bundesstraße 107 die Coswig (Anhalt) und Bad Düben verbindet, führt direkt durch die Gemeinde Jüdenberg. Die Kreisstraße K2038 führt nach Möhlau.
Die Bundesautobahn 9 (München–Berlin), Anschlussstelle Dessau-Ost, ist ca. 16 km entfernt.

#### Schiene
Jüdenberg lag an der Zschornewitzer Kleinbahn.
Der nächste Bahnhof der Deutschen Bahn befindet sich in Gräfenhainichen an der Bahnstrecke Berlin–Halle ca. 4 km entfernt. Der Bahnhof Oranienbaum an der Bahnstrecke Dessau–Wörlitz wird nur in der Sommersaison bedient.
Bis 1955 verband eine Grubenbahnlinie Bergwitz mit dem Kraftwerk Zschornewitz. Diese Bahnlinie verlief östlich der Gemeinde. Teile des aufgegebenen Bahndammes wurden später als Erschließungsstraße für den Braunkohlentagebau Golpa-Nord genutzt.
Der Güterverkehr auf der unmittelbar am Ort vorbeiführenden Strecke der Grubenbahn vom Braunkohletagebau Golpa-Nord zum Braunkohlekraftwerk Vockerode wurde 1994 nach Stilllegung des Kraftwerkes eingestellt. Die Zschornewitzer Kleinbahn wird noch auf einem Teilstück für Sonderfahrten nach Ferropolis genutzt, dazu wurde das alte Stellwerk zu einem Haltepunkt umgebaut.

## Gedenkstätten
- Grabstätte auf dem Ortsfriedhof für einen namentlich bekannten italienischen Militärinternierten, der 1944 ein Opfer von Zwangsarbeit wurde. Seine sterblichen Überreste wurden in den 1990er Jahren in die Heimat überführt.
- Gedenkstele von 1988 von dem Holzbildhauer Wolfgang Köppe an die jüdischen Opfer der Landwirtschaftsschule im Gehöft Bomsdorf, die beim Novemberpogrom 1938 von SA-Männern ermordet und vertrieben wurden

## Persönlichkeiten
- Johann Christian Koppe (1714–1793), Buchhändler; Bürgermeister von Rostock

## Bilder

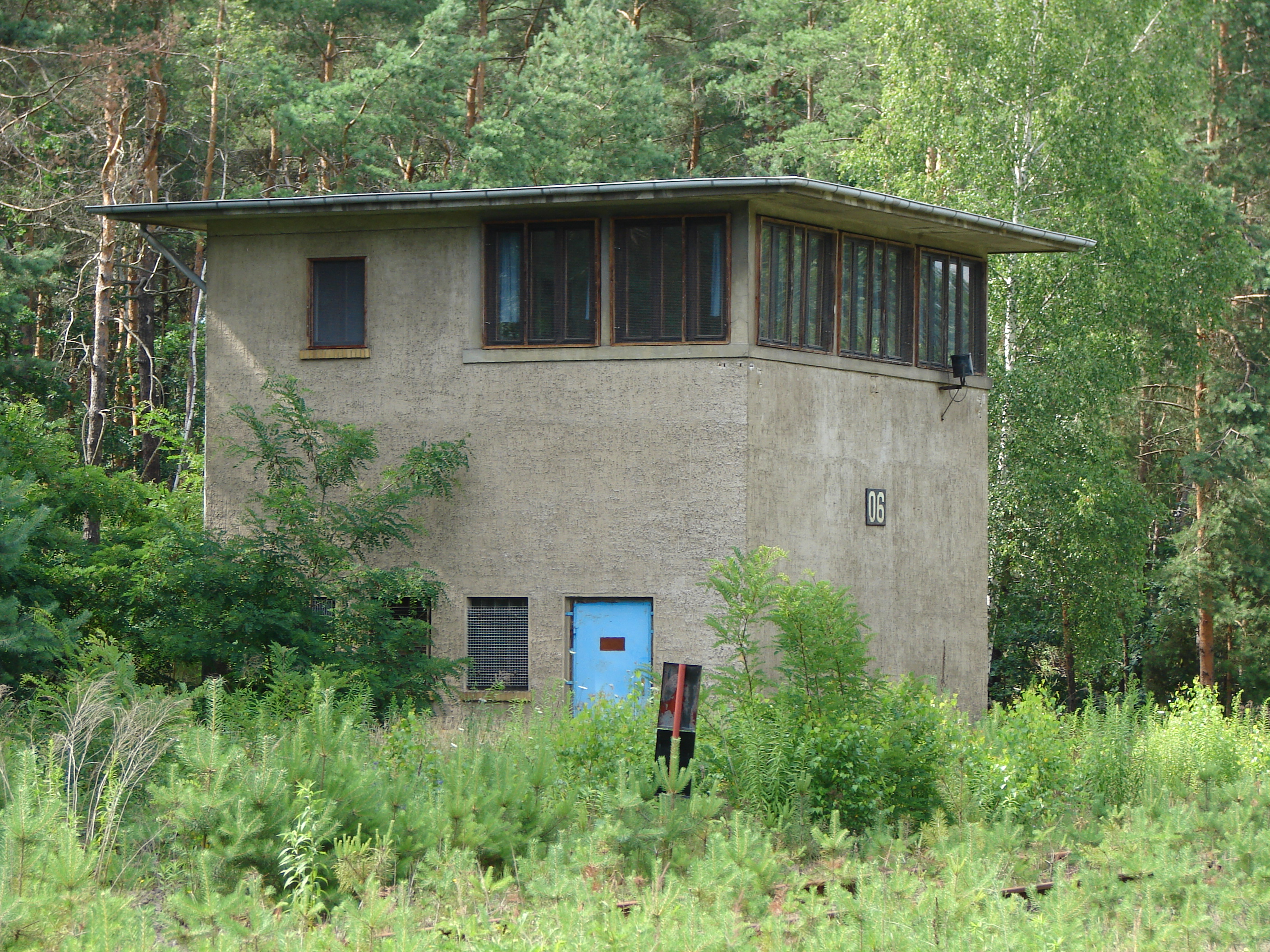
Altes Stellwerk (Stellwerk 06)
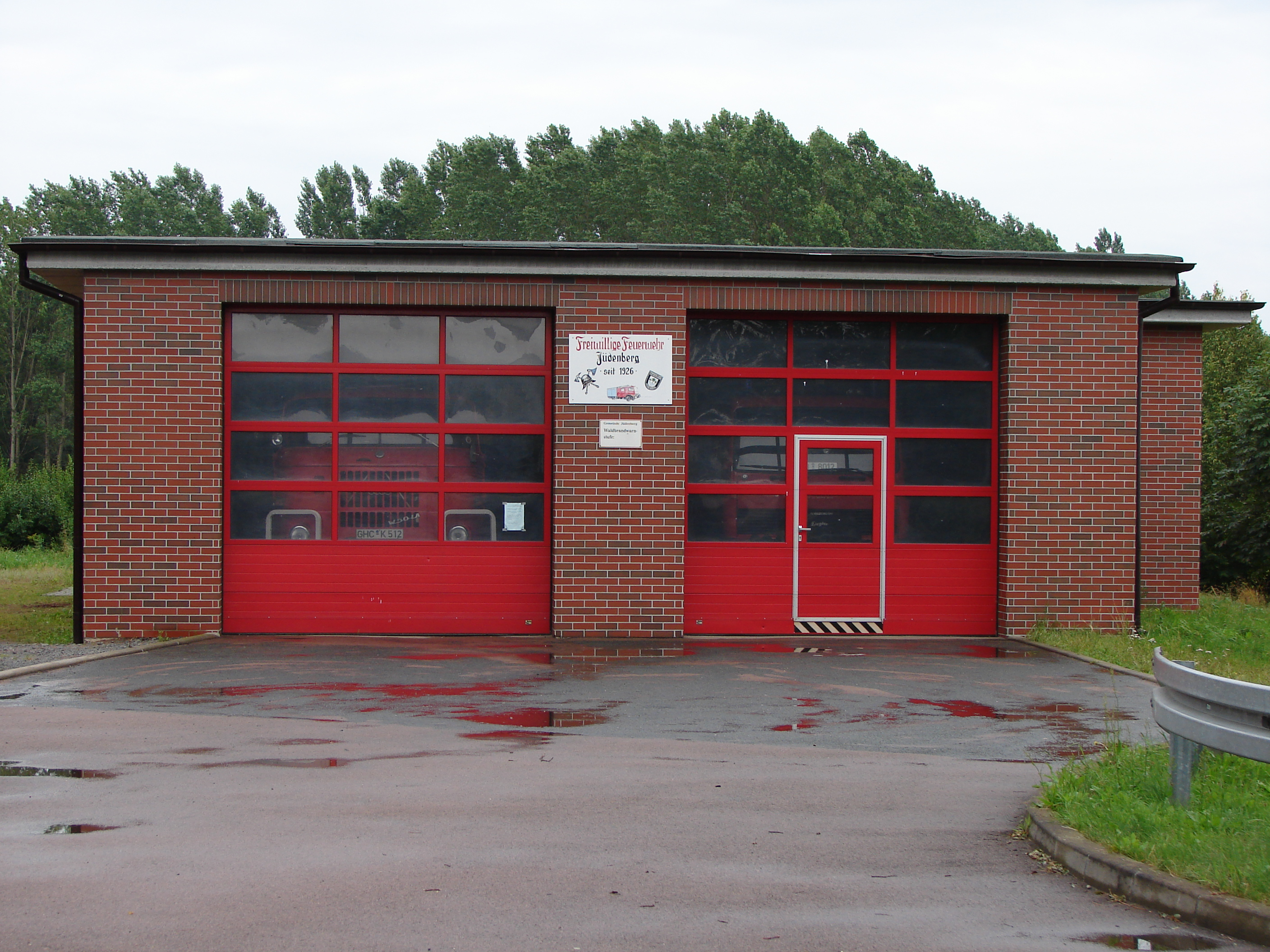
Feuerwehrhaus der Freiwilligen Feuerwehr Jüdenberg
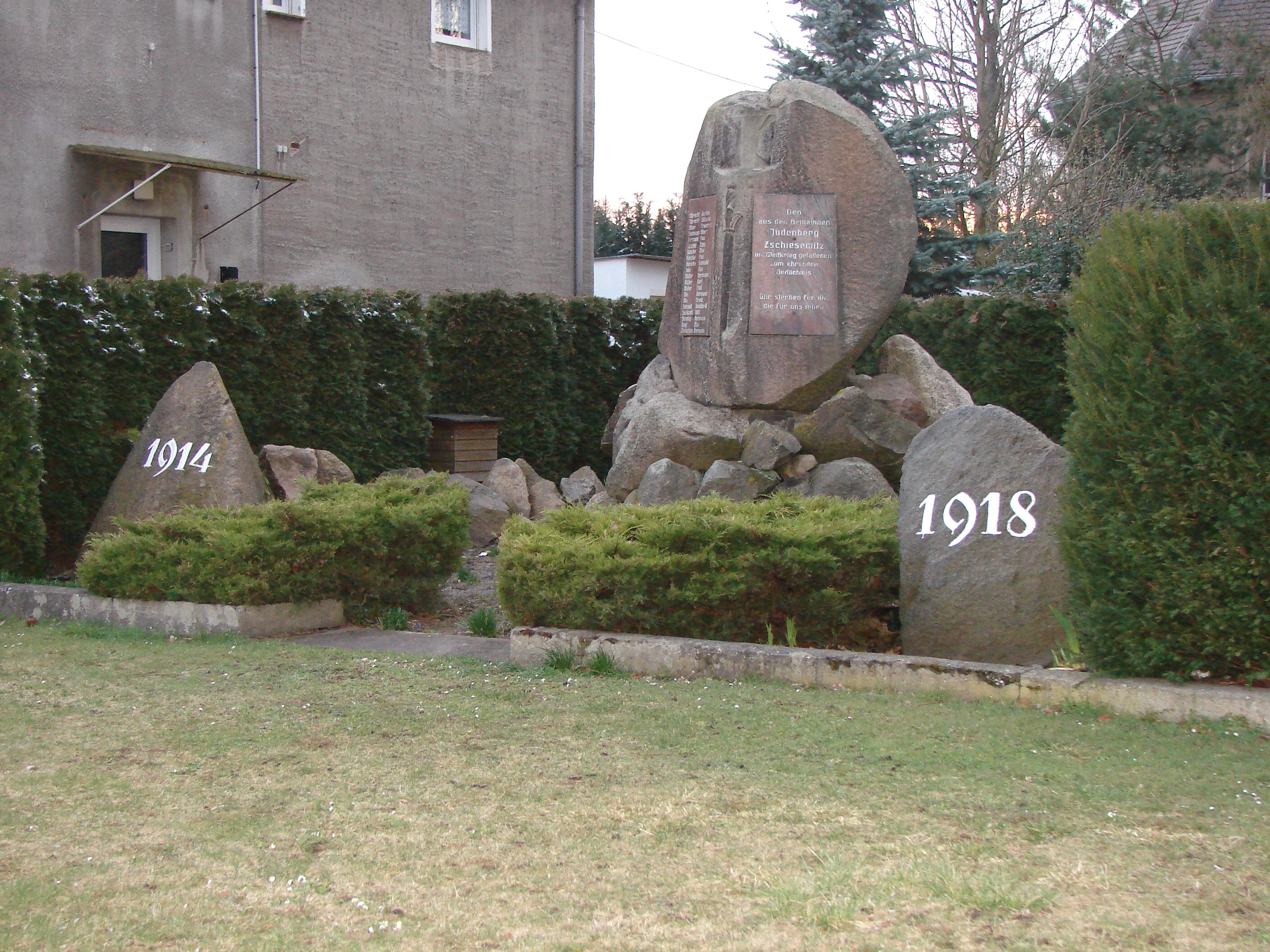
Gedenkstein an gefallene Soldaten des Dorfes